# Oscar Ustari
Oscar Alfredo Ustari (América, 3 de julho de 1986) é um futebolista argentino que atua como goleiro. Atualmente, joga pelo Inter Miami.

## Títulos
Boca Juniors
- Copa da Argentina: 2011–12

Pachuca
- Liga MX: Apertura 2022

Inter Miami
- MLS Supporters' Shield: 2024

Seleção Argentina
- Jogos Olímpicos: Ouro (Pequim 2008)
- Copa do Mundo Sub-20: 2005

### Prêmios individuais
- Liga MX All-Star: 2022